# Anomala wituensis
Anomala wituensis är en skalbaggsart som beskrevs av Machatschke 1969. Anomala wituensis ingår i släktet Anomala och familjen Rutelidae. Inga underarter finns listade i Catalogue of Life.